# Montrose (Wisconsin)
Montrose – miasto w Stanach Zjednoczonych, w stanie Wisconsin, w hrabstwie Dane.